# 卡洛斯·阿尔贝托·佩雷拉
卡洛斯·阿尔贝托·戈美斯·佩雷拉（Carlos Alberto Gomes Parreira，1943年2月27日—）是一位巴西的足球教練。过往曾经执教多支国家队及球会（大多數是巴西的俱樂部）。他是史上不曾親自踢過球的足球教練中最為成功的其中一位。

## 執教世界盃經歷
迄今為止，佩雷拉曾先後率領五支國家隊參加六屆世界盃（其中巴西兩次），總成績是10勝3和8負。最好成績是獲得1994年世界盃冠軍。另外，他也是1970年世界杯上全勝奪冠的巴西隊的體能教練，據他所述，這段經歷促使他產生了要執教國家隊參加世界杯的想法。

### 1982年世界盃
捷克斯洛伐克 1 - 1  科威特

 法國 4 - 1  科威特

 英格兰 1 - 0  科威特

### 1990年世界盃
哥伦比亚 2 - 0  阿联酋

 阿联酋 1 - 5  德国（西德）

 南斯拉夫 4 - 1  阿联酋

### 1994年世界盃
巴西 2 - 0  俄羅斯

 巴西 3 - 0  喀麦隆

 巴西 1 - 1  瑞典

 巴西 1 - 0  美国

 巴西 3 - 2  荷蘭

 巴西 1 - 0  瑞典

 巴西 0 (3) - (2) 0  義大利

### 1998年世界盃
沙烏地阿拉伯 0 - 1  丹麦

 法國 4 - 0  沙烏地阿拉伯

### 2006年世界盃
巴西 1 - 0  

 巴西 2 - 0  

 日本 1 - 4  巴西

 巴西 3 - 0  

 巴西 0 - 1  法國

### 2010年世界盃
- 南非 1 - 1  墨西哥
- 南非 0 - 3  乌拉圭
- 南非 2 - 1  法國